# Функция на Хевисайд
Функцията на Хевисайд (единичната прагова функция, функция на единичния скок) е функция, равна на нула за отрицателни стойности на аргумента и единица – за положителни. В нулата тази функция е неопределена, обаче обикновено я доопределят с някое число, така че областта на определението на функцията да съдържа в себе си всички точки от числовата ос. Най-често стойността на функцията в нулата не е важна, затова се използват различни определения на функцията на Хевисайд, удобни по едни или други съображения, например
{\displaystyle H(x)={\begin{cases}0,&x<0\\\displaystyle {\frac {1}{2}},&x=0\\1,&x>0\end{cases}}}
Друго разпространено определение:
{\displaystyle H(x)={\begin{cases}0,&x<0\\1,&x\geqslant 0\end{cases}}}
Функцията на Хевисайд се използва широко в математическия апарат на теорията на управлението и теорията на сигналите за представяне на сигнали, преминаващи в определен момент от времето от едно състояние в друго. В математическата статистика тази функция се прилага, например, за запис на емпиричната функция на разпределението. Наречена е в чест на Оливър Хевисайд.
Функцията на Хевисайд представлява интегрираната функция за делта-функцията на Дирак, {\displaystyle H'=\delta }, която може да се запише и като:
{\displaystyle H(x)=\int \limits _{-\infty }^{x}\!\delta (t)\,dt}

## Дискретна форма
Дискретната функция на Хевисайд може да се дефинира като функция от целочисления аргумент {\displaystyle n}:
{\displaystyle H[n]={\begin{cases}0,&n<0;\\1,&n\geqslant 0,\end{cases}}}
където {\displaystyle n} е цяло число.
Дискретният единичен импулс представлява първата производна на дискретната функция на Хевисайд:
{\displaystyle \delta [n]=H[n]-H[n-1].}

## Аналитични форми
За по-удобно използване на функцията на Хевисайд може да се апроксимира с помощта на непрекъсната функция:
{\displaystyle H(x)\approx {\frac {1}{2}}+{\frac {1}{2}}\,\mathrm {th} \,kx={\frac {1}{1+e^{-2kx}}},}
където на по-голямо {\displaystyle k} съответства по-стръмен наклон на функцията в точката {\displaystyle x=0}. Ако приемем, че {\displaystyle H(0)=1/2}, Уравнението може да бъде написано в гранична форма:

## Запис
Често се използва и е полезна интегралната форма на запис на единичната функция:
{\displaystyle H(x)=-\lim _{\varepsilon \to 0^{+}}{\frac {1}{2\pi i}}\int \limits _{-\infty }^{\infty }\limits \!{\frac {1}{\tau +i\varepsilon }}e^{-ix\tau }\,d\tau }

## H(0)
Стойността на функцията в нулата често се задава като {\displaystyle H(0)=0}, {\displaystyle H(0)=1/2} или {\displaystyle H(0)=1}. {\displaystyle H(0)=1/2} е най-употребяваният вариант, тъй като по съображения за симетрия в точката на прекъсване от първи род е удобно да доопределим функцията със средно аритметично, съответстващо на еднострани граници, а освен това в този случай функцията на Хевисайд е свързана с функция на знака:
{\displaystyle H(x)={\begin{cases}0,&x<0\\\displaystyle {\frac {1}{2}},&x=0\\1,&x>0\end{cases}}}
{\displaystyle H(x)={\frac {1}{2}}\left(1+\operatorname {sgn} x\right)}
Стойността в нулата може да се запише явно чрез функцията:
{\displaystyle H_{n}(x)={\begin{cases}0,&x<0;\\n,&x=0;\\1,&x>0.\end{cases}}}
{\displaystyle H(x)=\lim _{k\rightarrow \infty }{\frac {1}{2}}(1+\,\mathrm {th} \,kx)=\lim _{k\rightarrow \infty }{\frac {1}{1+e^{-2kx}}}.}
Съществуват няколко други апроксимации чрез непрекъснати функции:
{\displaystyle H(x)=\lim _{k\rightarrow \infty }\left({\frac {1}{2}}+{\frac {1}{\pi }}\,\mathrm {arctg} \,kx\right)\ }
{\displaystyle H(x)=\lim _{k\rightarrow \infty }\left({\frac {1}{2}}+{\frac {1}{2}}\,\mathrm {erf} \,kx\right).}

## Преобразуване на Фурие
Производната на функцията на Хевисайд е равна на делта-функцията (т.е. функцията на Хевисайд е интегрирана делта-функция):
{\displaystyle H(x)=\int \limits _{-\infty }^{x}\!\delta (t)\,dt}.
Следователно, като приложим преобразуването на Фурие към интегрираната делта-функция {\displaystyle ~H(t)}, получаваме изображението ѝ от вида:
{\displaystyle {\frac {1}{2\pi i\omega }}+{\frac {1}{2}}\delta (\omega ),}
т.е.:
{\displaystyle H(t)=\int \limits _{-\infty }^{+\infty }\!\left({\frac {1}{2\pi i\omega }}+{\frac {1}{2}}\delta (\omega )\right)e^{i\omega t}\,d\omega }
(вторият член съответства на нулева честота в разлагането и описва постоянното преместване на функцията на Хевисайд нагоре; без него би се получила нечетна функция).